# Боннанарська культура

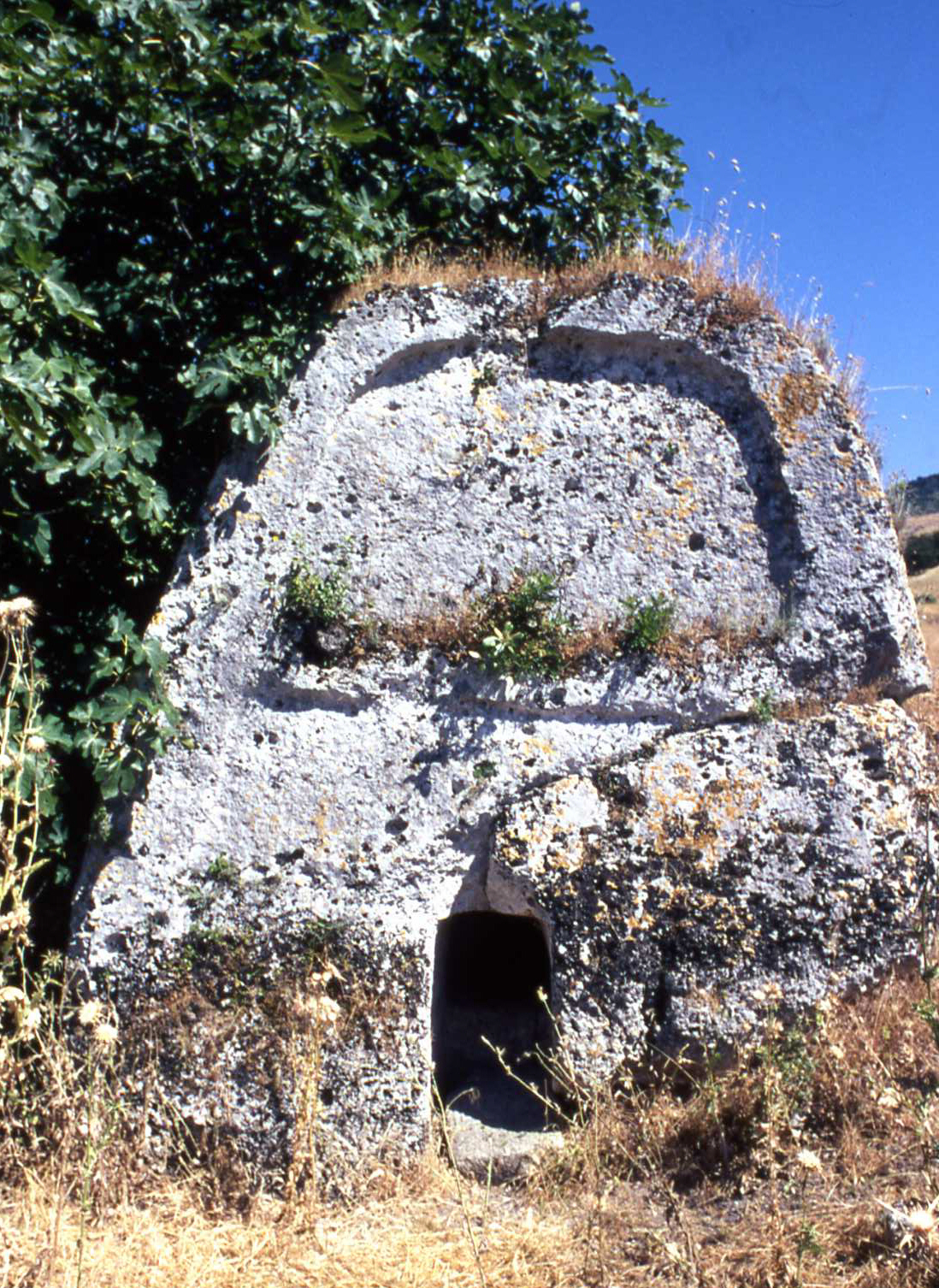
Кампу-Лунтану — могила донурагістичного періоду, вирубані в скелі

Культура Боннанаро — археологічна культура на Сардинії, що існувала в 1800—1500 рр. до н. е., тобто безпосередньо до вторгнення будівельників нурагів. Значною мірою вплинула на корсиканську культуру Торрі.
У похоронній архітектурі поховання типу «крита алея» змінюються «гробницями велетнів», які викопувалися в землі та обмежувалися вертикальними валунами зазвичай без дахів. При цій культурі починають будуватися протонураги і псевдонураги — прототипи нурагів, які набули поширення вже при більш пізній культурі будівельників нурагів. У протонурагах на рівні підлоги першого поверху є камера з двома невеликими бічними камерами.
Посудини, виявлені при розкопках Су-Квадду (Su Quaddu), прикрашені желобками і гребеневидними візерунками, і нагадують кераміку культури Монте-Кларо.
Серед скелетів значно переважають доліхоцефали (87 %) у порівнянні з брахікефалами (13 %). Середній зріст становить 157 см. У скелетів виявлені ознаки карієсу, гіперостозу, остеопорозу, анемії, артриту, артрозу і пухлин. На трьох черепах виявлені ознаки трепанації.